# Adrian Slade
Adrian Slade (Seattle, Washington, 14 de julio de 1992), es una actriz y cantante estadounidense. Nacida y criada en Seattle, descubrió su afición por los musicales a una temprana edad y desde entonces ha participado en distintos espectáculos musicales, que van desde teatro para escolares hasta grandes producciones teatrales como Grease o Oliver. Es más conocida por interpretar el papel de Sara Lane en I Kissed A Vampire.

## Carrera
Slade fue descubierta destacando como solista en producciones teatrales como Oliver, en el papel de Nancy o Grease, en el que interpretaba tanto a Sandy como a Rizzo. En 2009 hace su primera incursión en el mundo audiovisual interpretando el papel de Sara Lane en I Kissed A Vampire junto a Lucas Grabeel y Drew Seeley, ambos actores de High School Musical. Estudió artes escéninas en el campamento de verano Stagedoor Manor en Nueva York y actualmente estudia en la Universidad del Sur de California en Los Ángeles.

## Filmografía
| Año  | Título                             | Papel     | Notas                  |
| ---- | ---------------------------------- | --------- | ---------------------- |
| 2009 | I Kissed A Vampire: A Rock Musical | Sara Lane | Role debut; web series |
| 2010 | I Kissed A Vampire: The Movie      | Sara Lane |                        |

## Música
| Año  | Canción             | Intérprete (es) | Proyecto           |
| ---- | ------------------- | --------------- | ------------------ |
| 2009 | "Don't Click"       | Adrian Slade    | I Kissed A Vampire |
| 2009 | "Forbidden Planet"  | Adrian Slade    | I Kissed A Vampire |
| 2009 | "Little Peck"       | Cast            | I Kissed A Vampire |
| 2009 | "Happily Afterlife" | Cast            | I Kissed A Vampire |